# حرب أصحاب (رواية)
حرب أصحاب هي رواية صدرت عام 2023، من تأليف الكاتب المصري أحمد العلي. تعد الرواية من الأعمال الأدبية المتميزة التي تعكس التغيرات الاجتماعية والسياسية في المجتمعات العربية الحديثة، وتسلط الضوء على التوترات النفسية التي تعاني منها الشخصيات في ظل الأزمات والتحديات المتعددة.
تقدم الرواية سردًا غنيًا يجمع بين الدراما الإنسانية والتحليل الاجتماعي والسياسي، مما يجعلها عملًا محوريًا لفهم التحولات التي طرأت على المجتمعات العربية في العقود الأخيرة. من خلال قصة الأصدقاء الأربعة الذين تربطهم روابط متينة، يستعرض الكاتب كيف يمكن أن تتغير العلاقات بفعل الظروف القاسية، وكيف يواجه الأفراد صراعات داخلية وخارجية تغير من مصيرهم.

## نبذة
تدور الرواية حول أربع شخصيات رئيسية: خالد، ليلى، سامر، وندى، الذين تربطهم صداقة منذ الصغر. تبدأ الرواية في مدينة القاهرة حيث ينمو الأصدقاء معًا في بيئة تتسم بالتحديات الاقتصادية والاجتماعية. مع تصاعد الأزمات السياسية في البلاد، تبدأ الخلافات بالتسلل إلى علاقاتهم، مما يضع صداقتهم أمام اختبارات صعبة.
تستعرض الرواية المشاعر والتجارب المتشابكة لكل شخصية، مع التركيز على الصراعات النفسية والاجتماعية التي تواجههم. يرصد العمل بعمق كيف يمكن للضغوط الخارجية أن تؤثر على القرارات الشخصية، وكيف تتداخل القضايا السياسية مع الحياة الخاصة.
يُظهر الكاتب عبر هذا العمل قدرة الإنسان على التكيف مع الظروف الصعبة، ويدعو القارئ للتفكير في معنى الصداقة والوفاء في عالم سريع التغير. كما يتناول الكتاب موضوعات مثل الهوية، الانتماء، والتضحية في سبيل القيم والمبادئ.

## العنوان
يحمل عنوان الرواية «حرب أصحاب» معاني رمزية متعددة. من ناحية، يعبر العنوان عن الصراع الداخلي بين الأصدقاء أنفسهم، حيث تُختبر العلاقات بسبب الاختلافات والضغوط التي يواجهونها. ومن ناحية أخرى، يشير العنوان إلى الصراعات الخارجية التي تدور في المجتمع، والتي تؤثر بشكل مباشر على حياة الأفراد.
ناقش النقاد العنوان على أنه تصوير لحالة التوتر التي يعيشها الإنسان المعاصر، خاصةً في المجتمعات التي تعاني من صراعات متكررة سواء على المستوى السياسي أو الاجتماعي. كما يُنظر إلى العنوان كدعوة للتأمل في مدى هشاشة الروابط الإنسانية في وجه الأزمات.

## الشخصيات

### خالد
شخصية رئيسية تمثل شابًا في أوائل الثلاثينيات، يتميز بشجاعة وحزم. خالد يمر بصراعات داخلية حادة بين رغبته في المحافظة على صداقته وبين الضغوط الاجتماعية والسياسية التي تحيط به. يُظهر خالد كيف يمكن للفرد أن يكون ممزقًا بين الواجبات الشخصية والالتزامات الاجتماعية.

### ليلى
ليلى شخصية نسائية قوية ومستقلة، تعمل ناشطة اجتماعية تسعى لتغيير واقع مجتمعها. تمثل ليلى صوت العدالة والمقاومة ضد الظلم، لكنها تواجه تحديات كثيرة تحاول موازنة حياتها المهنية والشخصية. تتجلى في شخصيتها مقاومة المرأة في بيئة غالبًا ما تقيّدها التقاليد.

### سامر
سامر هو العقلاني بين الأصدقاء، يميل إلى التفكير التحليلي والحلول الوسطية. يتصرف كمُصلح بين الأصدقاء، لكنه يجد نفسه في صراع مع متطلبات الواقع التي لا تتماشى دائمًا مع مبادئه. يمثل شخصية تحاول إيجاد توازن بين الأفكار المثالية والواقع المعقد.

### ندى
ندى شخصية ذات أبعاد نفسية معقدة، تعاني من اضطرابات داخلية نتيجة تجارب حياتية قاسية. تلعب دورًا محوريًا في تطوير الحبكة، وتعكس عبر شخصيتها التوترات النفسية والاجتماعية التي تصاحب الصراعات الكبرى. هي شخصية تعكس هشاشة الإنسان في مواجهة الأحداث الكبرى.

## الحبكة والأحداث الرئيسية
تبدأ الرواية بوصف حياة الأصدقاء الأربعة في القاهرة خلال فترة استقرار نسبي، ثم تتطور الأحداث مع تصاعد الاحتجاجات السياسية والاضطرابات الاقتصادية. كل شخصية تواجه لحظات فاصلة تُجبرها على إعادة تقييم مواقفها وعلاقاتها.
تتصاعد الأحداث بشكل درامي حيث تبدأ الخلافات بين الأصدقاء بالتفاقم، وتتدخل عوامل خارجية مثل السياسة والصراعات الاجتماعية لتزيد من التوتر. تتشابك المصالح الشخصية مع المواقف السياسية، مما يؤدي إلى مواقف حرجة تؤدي إلى تغيرات جذرية في حياة الأبطال.
يستخدم الكاتب أسلوب التداخل الزمني والتنقل بين وجهات نظر الشخصيات ليقدم سردًا غنيًا يسمح للقارئ بفهم دوافع كل شخصية وتعقيدات الموقف.

## الموضوعات الرئيسية
- الصداقة والوفاء: يُطرح سؤال كيف تحافظ الصداقة على قوتها في وجه الصراعات.
- الصراع الداخلي والخارجي: استكشاف الصراعات التي يعيشها الأفراد داخل أنفسهم وبين بعضهم البعض.
- التغيرات الاجتماعية والسياسية: كيف تؤثر الأحداث الكبرى على حياة الأفراد.
- الهوية والانتماء: البحث عن الذات في ظل تغيرات المجتمع.
- التضحية والقيم: مواقف الأبطال التي تعكس التضحية من أجل القيم والمبادئ.

## الأسلوب واللغة
تميزت الرواية بأسلوب سردي يمزج بين الوصف التفصيلي والحوارات العميقة التي تكشف الطبقات النفسية للشخصيات. استخدم الكاتب لغة عربية فصحى راقية، مع توظيف استراتيجيات أدبية متعددة مثل الرمزية، التكرار، والاستعارات.
اعتمدت الرواية على بناء درامي متقن، حيث تصاعد التوترات بشكل مدروس، مما حافظ على تشويق القارئ حتى النهاية. كما استعمل الكاتب تقنيات التنقل الزمني والفلاش باك لتعزيز العمق السردي.

## الاستقبال النقدي
تلقت الرواية تقييمات إيجابية من النقاد الذين أشادوا بقدرة الكاتب على معالجة مواضيع معقدة بطريقة أدبية مشوقة. وصفها النقاد بأنها عمل يعكس واقع المجتمعات العربية ويعبر عن التوترات النفسية والاجتماعية التي يعيشها الشباب.
انتقد بعض النقاد طول بعض الفصول وتكرار بعض الأفكار، لكن الأغلبية اتفقت على أهمية الرواية كإضافة نوعية للأدب العربي المعاصر.

## الترجمة والإنتاجات الأخرى
تمت ترجمة الرواية إلى عدة لغات منها الإنجليزية والفرنسية والإسبانية، ونشرت في دور نشر دولية مختلفة. في عام 2024، تم إنتاج مسلسل تلفزيوني مقتبس عن الرواية، حظي بشعبية كبيرة، حيث عكس أحداث الرواية بصورة بصرية مشوقة.

## الجوائز والاعترافات
- جائزة الأدب العربي 2023 لأفضل رواية.
- جائزة القلم الذهبي 2024.
- جائزة النقاد العرب لأدب الشباب 2024.
- ترشيحات لجائزة الكتاب العربي.

## اقتباسات مختارة
"الصداقة ليست مجرد كلمات، بل هي أفعال تُثبت في أصعب اللحظات."  
— من رواية حرب أصحاب

"في قلب كل صراع، تكمن قصة إنسانية تستحق أن تُروى."  
— أحمد العلي

"عندما تشتد الحرب بين الأحباب، تظهر الحقيقة بكل قسوتها."  
— حرب أصحاب

## وصلات داخلية
- أدب عربي
- رواية
- الأدب المصري
- الصداقة
- التحليل النفسي
- الصراع الاجتماعي